# Partit Liberal Democràtic (Angola)
El Partit Liberal Democràtic (portuguès: Partido Liberal Democrático) és un partit polític d'Angola d'ideologia liberal i membre de la Internacional Liberal, fundat en 1983. a les eleccions generals d'Angola de 1992 va obtenir el 2,4% dels vots i tres escons a l'Assemblea Nacional d'Angola. Tanmateix, a les eleccions legislatives d'Angola de 2008 el partit només va obtenir el 0,33% dels vots i cap escó a l'Assemblea. La fundadora i líder del partit fins a la seva mort el 2009 era Anália de Victória Pereira.